# Olivia Bourrat
Pour les articles homonymes, voir Bourrat.
 (juin 2025).
Motif : notoriété au sens de WP:NDP à confirmer par des sources secondaires centrées
- Archive Wikiwix
- Bing
- Cairn
- DuckDuckGo
- E. Universalis
- Gallica
- Google
- G. Books
- G. News
- G. Scholar
- Persée
- Qwant
- (zh) Baidu
- (ru) Yandex

| 1. | Préciser le motif de la pose du bandeau. | Précisez le motif de la pose du bandeau en utilisant la syntaxe suivante : {{admissibilité à vérifier\|date=juillet 2025\|motif=remplacez ce texte par le motif}}                   |
| 2. | Informer les utilisateurs concernés.     | Pensez à avertir le créateur de l'article, par exemple, en insérant le code ci-dessous sur sa page de discussion : {{subst:avertissement admissibilité à vérifier\|Olivia Bourrat}} |

 (juin 2025).
 (juin 2025).
La mise en forme du texte ne suit pas les recommandations de Wikipédia : il faut le « wikifier ».
Les points d'amélioration suivants sont les cas les plus fréquents :
- Les titres sont pré-formatés par le logiciel. Ils ne sont ni en capitales, ni en gras.
- Le texte ne doit pas être écrit en capitales (les noms de famille non plus), ni en gras, ni en italique, ni en « petit »…
- Le gras n'est utilisé que pour surligner le titre de l'article dans l'introduction, une seule fois.
- L'italique est rarement utilisé : mots en langue étrangère, titres d'œuvres, noms de bateaux, etc.
- Les citations ne sont pas en italique mais en corps de texte normal. Elles sont entourées par des guillemets français : « et ».
- Les listes à puces sont à éviter, des paragraphes rédigés étant largement préférés. Les tableaux sont à réserver à la présentation de données structurées (résultats, etc.).
- Les appels de note de bas de page (petits chiffres en exposant, introduits par l'outil «  Source ») sont à placer entre la fin de phrase et le point final[comme ça].
- Les liens internes (vers d'autres articles de Wikipédia) sont à choisir avec parcimonie. Créez des liens vers des articles approfondissant le sujet. Les termes génériques sans rapport avec le sujet sont à éviter, ainsi que les répétitions de liens vers un même terme.
- Les liens externes sont à placer uniquement dans une section « Liens externes », à la fin de l'article. Ces liens sont à choisir avec parcimonie suivant les règles définies. Si un lien sert de source à l'article, son insertion dans le texte est à faire par les notes de bas de page.
- La présentation des références doit suivre les conventions bibliographiques. Il est recommandé d'utiliser les modèles {{Ouvrage}}, {{Chapitre}}, {{Article}}, {{Lien web}} et/ou {{Bibliographie}}. Le mode d'édition visuel peut mettre en forme automatiquement les références.
- Insérer une infobox (cadre d'informations à droite) n'est pas obligatoire pour parachever la mise en page.

Pour une aide détaillée, merci de consulter Aide:Wikification.
Si vous pensez que ces points ont été résolus, vous pouvez retirer ce bandeau et améliorer la mise en forme d'un autre article.
Bourrat
Olivia Bourrat est une conservatrice en chef du patrimoine française (d’origine chilienne) et une figure influente dans le domaine de la coopération muséale internationale. Depuis 2024, elle occupe le poste d'attachée culturelle en charge des musées et du patrimoine au sein de la Villa Albertine, le réseau culturel de l’ambassade de France aux États-Unis.

## Biographie

### Parcours académique et professionnel
Titulaire de diplômes en histoire de l’art et archéologie à la Sorbonne et en lettres modernes, formée à l’École du Louvre et à l’Institut national du patrimoine (INP, Promotion Erik Satie 2005, elle a également poursuivi ses recherches à l’École des hautes études en sciences sociales (EHESS), développant une approche croisée de la muséologie, des sciences humaines et de l’histoire globale.
Après une première expérience au musée du quai Branly – Jacques Chirac en tant que responsable du pôle de la conservation et de la restauration (2009–2013), elle rejoint l’agence France Muséums, en charge du développement du Louvre Abu Dhabi. Elle y exerce d’abord comme directrice scientifique adjointe (2014–2017), puis comme directrice scientifique (2017–2020), participant à la conception scientifique, aux partenariats muséaux, la politique de médiation et la programmation de cette institution majeure.
De septembre 2020 à août 2022, elle est cheffe de projet à la mission de l’expertise internationale du ministère français de la Culture, en lien étroit avec Expertise France et l’Agence française de développement. Elle y coordonne plusieurs projets de la coopération culturelle française : la rénovation du musée national du Cameroun à Yaoundé, la réhabilitation du Palais national à Addis-Abeba en Éthiopie, la création du musée des Amazones et des Rois à Abomey au Bénin (destiné à accueillir les œuvres restituées par la France en 2021), ou encore le projet de musée intercontinental de l’esclavage à l’île Maurice. Ces chantiers témoignent de son intérêt pour des musées engagés dans de nouveaux récits et dans la refondation des liens internationaux.
De 2022 à 2024, elle est directrice des Collections et de la Recherche à Paris Musées, supervisant les politiques scientifiques, les acquisitions, la conservation et la recherche au sein des musées de la Ville de Paris. Dans ce cadre, elle a conçu et organisé les conférences grand public des «Paris de l’Art» au musée du Petit Palais.

### Rôle à la Villa Albertine
Depuis septembre 2024, Olivia Bourrat est attachée culturelle en charge des musées et du patrimoine au sein de la Villa Albertine, le réseau culturel de la France aux États-Unis. Elle y coordonne les échanges transatlantiques entre institutions, conservateurs et experts, notamment à travers le programme Museums Next Generation. Ce programme d'immersion professionnelle offre à de jeunes conservateurs français l’opportunité de découvrir le paysage muséal américain, et a donné lieu à des visites dans des institutions majeures au Texas, au Massachussetts ou à New York.
Elle développe également une programmation de conférences et de dialogues franco-américains sur l’avenir des musées, la restitution, la philanthropie, la gouvernance ou encore les nouvelles formes de médiation.

### Engagements et recherche
Elle enseigne depuis plus de 15 ans à l’Institut national du patrimoine et à la Sorbonne Abu Dhabi, notamment sur l’histoire des musées et des collections, ainsi que sur l’art européen du XVe au XVIIIe siècle. Sa recherche personnelle porte sur une histoire globale de l’art et s"intéresse aux objets de contact, ces œuvres issues des échanges culturels à l’époque de la première mondialisation, notamment en Amérique hispanique et dans les empires portugais. Elle a mené des recherches sur les objets d’art produits au Mexique à l’époque moderne avant d’élargir son champ d’étude à l’ensemble des territoires colonisés.
Olivia Bourrat est également passionnée d’art contemporain du Moyen-Orient. À ce titre, elle a été membre du comité de sélection de la Beirut Art Fair (2019 et 2020), du comité culture de la Fondation EDF (2023–2024), et elle siège au comité scientifique du pavillon libanais de la Biennale de Venise 2026, aux côtés de l’artiste Nabil Nahas dont elle accompagne le travail. Elle a été membre du Conseil d’administration d’ICOM France de 2022 à 2025. Dans ce cadre elle s’est notamment investie sur les sujets d’éco-responsabilité au sein des musées,.
Elle a été décorée chevalier de l’ordre des Arts et des Lettres par la ministre Françoise Nissen en novembre 2017 dans le cadre de l’inaugration du Louvre Abu Dhabi.